# Eubazus antennalis
Eubazus antennalis är en stekelart som beskrevs av Sergey A. Belokobylskij 1994. Eubazus antennalis ingår i släktet Eubazus och familjen bracksteklar. Inga underarter finns listade i Catalogue of Life.